# Ново (Владимирская область)
Ново — деревня в Вязниковском районе Владимирской области России, входит в состав муниципального образования «Город Вязники».

## География
Деревня расположена близ озера Великое в 16 км на северо-восток от райцентра Вязники.

## История
В конце XIX — начале XX века деревня входила в состав Рыловской волости Вязниковского уезда, с 1926 года — в составе Вязниковской волости. 
С 1929 года деревня входила в состав Лужковского сельсовета Вязниковского района, с 1940 года — в составе Мало-Удольского сельсовета, с 2005 года — в составе муниципального образования «Город Вязники».

## Население
| 1859 | 1905 | 1926 | 2002 | 2010 | 2021 |
| ---- | ---- | ---- | ---- | ---- | ---- |
| 67   | ↗106 | ↗180 | ↘12  | ↘8   | ↘3   |

## Инфраструктура
Личное подсобное хозяйство с зоной сельскохозяйственного использования, индивидуальная застройка усадебного типа. В 1859 году в деревне числилось 9 дворов, в 1905 году — 19 дворов, в 1926 году — 36 дворов.

## Транспорт
Деревня доступна автотранспортом.